# Ha*Ash
Ha*Ash (prononcé « jaach ») est un groupe de musique pop latine américain, originaire de Lake Charles, en Louisiane. Il est composé de Hanna Nicole et de Ashley Grace.
Le duo connait la renommée lors de la parution de leur morceau Odio Amarte, issu de leur premier album studio. Le groupe Ha*Ash a remporté déjà plusieurs prix au Mexique.

## Membres
- Ashley Grace Pérez –  chant, guitare, mélodica, piano (depuis 2002)[3]
- Hanna Nicole Pérez – chant, guitare, guitare basse, grosse caisse, piano, pandero (depuis 2002)[4]

## Influences
Ha*Ash est principalement un groupe pop, country, funk, et ballade. Le groupe indique Shania Twain, Loretta Lynn, Dixie Chicks et Patsy Cline comme principales influences,.

## Biographie

### Formation et débuts (2002-2004)
Ha*Ash est composé de deux sœurs : Hanna Nicole, né le 25 juin 1985 et de Ashley Grace né le 27 janvier 1987; toutes deux sont natives de Lake Charles, ville située dans l'État du Louisiane aux États-Unis.
Leur premier single, Odio amarte, sort le 13 avril 2003. Hanna et Ashley décidèrent de former leur groupe en 2002. Elles publient leur premier album éponyme, Ha*Ash en 2003, promu par le single à succès Odio amarte et commencent à travailler sur leur deuxième album. Cinq singles issues de Ha*Ash sortiront - Odio amarte (sorti au Mexique le 13 avril 2003, est numéro 2 des charts); Estés en donde estés (sorti le 21 juillet  2003, est numéro 1 des charts mexicain); Te quedaste (sorti le février  2004, est numéro 4 des charts mexicain); Soy mujer (sorti au Mexique le 15 avril 2004,  est numéro 7 des charts); Si pruebas una Vez (sorti au Mexique le 5 novembre 2004, est numéro 7 des charts).

### Mundos Opuestos(2005-2007)
Ha*Ash commence l'enregistrement de son deuxième album, Mundos Opuestos en janvier 2005. Ha*Ash opte d'enregistrer Mundos Opuestos avec le producteur Áureo Baqueiro, avec l'album qui est commercialisé le 27 septembre 2005. Quatre singles issues de Ha*Ash sortiront - Amor a medias (sorti le 8 juin 2005, est numéro 4 des charts mexicain), Me entrego a ti (sorti le 27 novembre 2005, est numéro 4 des charts mexicain), ¿Qué hago yo? (sorti le 6 mars 2006, est numéro 1 des charts mexicain) et Tu mirada en mi (sorti aux États-Unis le 13 avril 2003, est numéro 24 des charts).

### Habitación Doble(2008-2010)
En 2008, Ha*Ash confirme plus tard son retour en studio à Nashville, Tenesse avec le producteur Áureo Baqueiro et Graeme Pleth pour enregistrer son prochain album. Le troisième album du groupe Ha*Ash Habitación Doble est commercialisé en 1er août 2008. Le premier single de l'album, No te quiero nada, est mis en ligne le 8 juillet 2008 (est numéro 1 des charts mexicain), et le second single, Lo que yo sé de ti, le 24 novembre 2008 (est numéro 1 des charts mexicain),,.

### A Tiempo(2011-2013)
En 2009, Ha*Ash décide de prendre une pause de deux ans, et se consacre à la préparation et à la composition de son quatrième album. Leur quatrième album A Tiempo a été gravé en Italie, avec le Michele Canova comme producteur. Cet album se distingue des deux autres. Il montre le positif du premier disque et la maturité du deuxième et troisième. C'est de cet album que vient le premier single Impermeable (sorti le 21 mars 2011, est numéro 1 des charts mexicain),. Le 2012, ils ont sorti un nouveau single avec la chanson Te dejo en libertad, qui est devenu un tube (sorti le 11 juillet 2011, est numéro 1 des charts mexicain),,. Le troisième est le single sorti Todo no fue suficiente (sorti le 2 janvier 2012, est numéro 4 des charts mexicain); le quatrième s'intitule ¿De dónde sacas eso? (sorti le 11 juillet 2012, est numéro 3 des charts mexicain).

### Primera fila: Hecho realidad(2014-2016)
Le novembre 2014, Ha*Ash publient leur premier album live, Primera Fila: Hecho Realidad. A été enregistré lors live au Mexico et Lake Charles,. Le premier single extrait de ce cinquième album est Perdón, perdón (sorti le 22 septembre 2014, est numéro 1 des charts mexicain),; le second s'intitule Lo aprendi de ti (sorti le 6 mars 2015, est numéro 1 des charts mexicain),; le troisième est le single sorti Ex de verdad (sorti le 25 mai 2015, est numéro 1 des charts mexicain); le quatrième s'intitule No te quiero nada feat Axel (sorti le 30 septembre 2015, est numéro 1 des charts mexicain); le cinquième s'intitule Dos copas de más (sorti le 11 décembre  2015, est numéro 3 des charts mexicain) et le sixième Sé que te vas (sorti le 26 avril 2016, est numéro 16 des charts mexicain).

### 30 de febreroet tournée (2017-2019)
Courant 2017, le groupe est en studio pour enregistrer son 6e album. L'album complet 30 de febrero est commercialisé le 1 dècember 2017, et sera suivi d'une Tournée s'en suivra durant 2018-2019.  Le premier single extrait de ce sixième album est 100 años feat Prince Royce (sorti le 13 octobre  2017, est numéro 1 des charts mexicain),; le second s'intitule No pasa nada (sorti le 8 mars 2018, est numéro 2 des charts mexicain); le troisième est le single sorti Eso no va a suceder (sorti le 8 août 2018, est numéro 1 des charts mexicain), et le quatrième s'intitule ¿Qué me faltó? (sorti le 4 janvier 2019, est numéro 2 des charts mexicain).

### En vivo(depuis 2019)
Le deuxième album live du groupe En vivo enregistré le 11 novembre 2010 au Auditorio Nacional, au Mexique, au cours de la tournée Gira 100 Años Contigo, est sorti le 6 décembre 2019 sous le label Sony Music U.S Latin. L'album contient la vidéo du concert ainsi que vingt-deux chansons au format CD. Le CD/DVD est sorti au Mexique le 6 décembre 2019. En Vivo atteignit la première place du classement espagnol Top 10 Albums (AMPROFON) du Mexique. Les pièces interprétées sont issus soit du son dernier album studio et soit des précédents.

## Filmographie

### Films
- 2009 : Igor : Ashley Grace et Hanna Nicole (voix)[49]
- 2016 : Sing, Ashley Grace et Hanna Nicole (voix)[50]

### Séries et émissions
- 2012: La voz México : Ashley Grace et Hanna Nicole (juge)[51]
- 2015 : Me pongo de pie: Ashley Grace et Hanna Nicole (juge)[52]
- 2018 : Festival de Viña del Mar: Ashley Grace et Hanna Nicole (juge)[53]

## Discographie

### Albums studio
- 2003 : Ha*Ash[54]
- 2005 : Mundos Opuestos[55]
- 2008 : Habitación Doble[56]
- 2011 : A Tiempo[57]
- 2017 : 30 de febrero[58]
- 2022 : Haashtag
- 2024 : Haashville

### Album live
- 2014 : Primera fila: Hecho realidad[59]
- 2019 : En vivo

## Tournées
- 2003-2004 : Ha*Ash Tour.
- 2005-2007 : Mundos Opuestos Tour.
- 2008-2010 : Habitación Doble Tour.
- 2011-2013 : A Tiempo Tour.
- 2015-2017 : Primera Fila Hecho Realidad Tour[60],[61].
- 2018-2019 : Gira 100 años contigo[62],[63].